# Бабозеро (бассейн Варзуги)
Бабо́зеро — озеро в Терском районе Мурманской области, расположенное в юго-восточной части Кольского полуострова. Площадь поверхности — 43,8 км². Площадь водосборного бассейна — 732 км². Высота над уровнем моря — 138 м.

## Расположение
Озеро расположено в 26 километрах к северо-востоку от устья реки Варзуги. Относится к бассейну Белого моря, соединяется с ним через реку Кицу — приток Варзуги.

## Описание
Бабозеро имеет вытянутую с севера на юг форму длиной почти 23 километра и шириной от 3,5 километра в районе устья Кицы до всего лишь 90 метров в центральной части, где выдающийся в озеро небольшой мыс почти разделяет озеро на две части. Питание озера в основном снеговое и дождевое. Местность вокруг озера низменная, лесистая и сильно заболоченная.
К юго-востоку от него начинаются возвышенности Бабозёрские Кейвы высотой до 200 метров, вдоль обоих берегов центральной и северной частей озера возвышаются сопки высотой 150—200 метров. Из юго-западной части озера вытекает река Кица, с севера в озеро впадают реки Туломбалка, Куевара и Труфяниха и множество более мелких рек и ручьёв. Вытекающий из юго-восточной части ручей соединяет Бабозеро с находящимся всего в 600 метрах озером Круглым.
На территории Бабозера расположено несколько островов, самый крупный из них — остров Кагачев находится в центральной части озера. Используется в рыболовных нуждах, о чём говорят многочисленные рыбацкие избы по его берегам.